# 大蔵種材
大蔵 種材（おおくら の たねき）は、平安時代中期の貴族・武人。大蔵春実の孫。大宰大貫主・大蔵種光の子。官位は従五位下・壱岐守。岩間将軍と号した。

## 経歴
大宰少監を務めた後、寛弘4年（1007年）子息・満高が大隅守・菅野重忠を射殺する。満高は種材の指示で殺害を行ったらしく、種材は重忠の遺族（後家）からこの殺人事件の犯人として訴えられ、寛弘5年（1008年）5月の陣定で対応が協議される。11月に入って、種材は左衛門府の射場に身柄を拘束される。結局、数ヶ月の拘留を経て、翌寛弘6年（1009年）7月に放免された。この殺人事件の原因は明らかでないが、大隅国内の権益に関して、同国の有力者であった種材と、受領国司であった重忠との間で対立があった。特に、南島交易の利潤獲得のための加治木郷の開発・領有を巡って、大宰府と大隅守であった重忠に対立があったとする見方がある。
のち、大宰大監を務める。寛仁3年（1019年）4月の刀伊の入寇において、種材は既に70歳を超す高齢であったが、大宰権帥・藤原隆家らと共に刀伊に対して応戦する。さらに、刀伊が撤退しようとした際、追撃のための兵船の整備を待たずに単独で追撃を行う旨を筑前守兼大宰少弐・源道済に訴えた。この訴えは認められるも、刀伊の撤退が迅速であったために戦闘には至らなかったが、種材の忠節は深く褒賞すべき者として大宰府から報告が行われた。7月になって種材は入寇での功労により壱岐守に任じられている。
大正4年（1915年）に従四位を追贈された。

## 人物
天下無双の弓馬の達者とされる。

## 官歴
- 寛仁3年（1019年）4月8日：見前大宰少監[11]。7月13日：壱岐守[12]

## 系譜
- 父：大蔵種光[10]
- 母：不詳
- 生母不明の子女
  - 男子：大蔵光弘[10]
  - 男子：大蔵満高[2]
  - 女子：[10]